# Yüksək dəstə 1996-1997
La Yüksək dəstə 1996-1997 è stata la sesta edizione del massimo campionato di calcio azero, disputata tra l'autunno 1996 e la primavera 1997 e conclusa con la vittoria del PFC Neftchi Baku, al suo terzo titolo.
Capocannoniere del torneo fu Kurban Kurbanov (PFC Neftchi Baku) con 25 reti.

## Formula
In questa stagione le squadre partecipanti furono 16 e si incontrarono in un turno di andata e ritorno per un totale di 30 partite con le ultime due classificate retrocesse in Birinci Divizionu.
Le squadre qualificate alle coppe europee furono tre. La vincente si qualificò alla UEFA Champions League 1997-1998, la seconda fu ammessa alla Coppa UEFA 1997-1998 mentre la vincitrice della coppa nazionale alla Coppa delle Coppe 1997-1998.

## Classifica finale
|                        | Pos. | Squadra             | Pt | G  | V  | N | P  | GF | GS  | DR  |
| ---------------------- | ---- | ------------------- | -- | -- | -- | - | -- | -- | --- | --- |
| Azerbaigian (bandiera) | 1.   | PFC Neftchi Baku    | 74 | 30 | 23 | 5 | 2  | 98 | 20  | +78 |
|                        | 2.   | Garabag Agdam       | 71 | 30 | 23 | 2 | 5  | 61 | 25  | +36 |
|                        | 3.   | Khazri Buzovna      | 66 | 30 | 20 | 6 | 4  | 59 | 23  | +36 |
|                        | 4.   | PFC Turan Tovuz     | 64 | 30 | 19 | 7 | 4  | 48 | 13  | +35 |
|                        | 5.   | FK Kapaz Gandja     | 58 | 30 | 18 | 4 | 8  | 59 | 26  | +33 |
|                        | 6.   | Khazar Sumgait      | 58 | 30 | 18 | 4 | 8  | 58 | 30  | +28 |
|                        | 7.   | Farid Baku          | 47 | 30 | 13 | 8 | 9  | 45 | 31  | +14 |
|                        | 8.   | Pambygchi Barda     | 38 | 30 | 11 | 5 | 14 | 41 | 47  | -6  |
|                        | 9.   | Baky Fehlesi        | 37 | 30 | 10 | 7 | 13 | 37 | 41  | -4  |
|                        | 10.  | Vilash Masalli      | 33 | 30 | 9  | 6 | 15 | 38 | 52  | -14 |
|                        | 11.  | OIK Baku            | 27 | 30 | 7  | 6 | 17 | 26 | 50  | -24 |
|                        | 12.  | FK Shamkir          | 26 | 30 | 8  | 2 | 20 | 30 | 106 | -76 |
|                        | 13.  | Kur Nur Mingechaur  | 25 | 30 | 7  | 4 | 19 | 30 | 59  | -29 |
|                        | 14.  | Polis Akademy Baku  | 22 | 30 | 5  | 7 | 18 | 23 | 49  | -26 |
|                        | 15.  | Pambygchi Neftchala | 21 | 30 | 5  | 6 | 19 | 27 | 68  | -41 |
|                        | 16.  | Azerbaijan U-18     | 13 | 30 | 4  | 1 | 25 | 38 | 78  | -40 |

Legenda:

      Campione d'Azerbaigian
      Qualificata alla Coppa UEFA
      Qualificata alla Coppa delle Coppe
      Retrocessa in Birinci Divizionu
Note:

Tre punti a vittoria, uno a pareggio, zero a sconfitta.

## Verdetti
- Campione: PFC Neftchi Baku
- Qualificata alla Champions League: PFC Neftchi Baku
- Qualificata alla Coppa UEFA: Garabag Agdam
- Qualificata alla Coppa delle Coppe: FK Kapaz Gandja
- Retrocessa in Birinci Divizionu: Pambygchi Neftchala, Azerbaijan U-18